# Dispersie statistică
În statistică dispersia se referă la gradul de împrăștiere a valorilor unui set de date.
Cei mai frecvent folosiți indicatori ai dispersiei sunt varianța, abaterea standard și amplitudinea interquartilică. Alături de indicatorii tendinței centrale, indicatorii dispersiei contribuie la descrierea caracteristicilor variabilelor studiate.

## Definirea indicatorilor

### Varianța
Varianța reprezintă media patratică a abaterilor in mărime absolută a valorilor inregistrate fată de media aritmetică. 
Fiind date n numere, xi, unde i = 1, ..., n și media aritmetică m, varianța (Var)
este definită ca
{\displaystyle Var={\frac {1}{n-1}}\sum _{i=1}^{n}(x_{i}-m)^{2}\,.}
Varianța poate fi calculată și ca diferența dintre momentul de ordin 2 și pătratul mediei.

### Abaterea standard
Abaterea standard reflectă abaterea in mărime absolută a valorilor inregistrate fată de media aritmetică.
Se calculeaza ca radical din varianță.
Alături de medie, este cea mai frecvent folosit indicator pentru caracterizarea unui set de date.

### Amplitudinea interquartilică
Diferența dintre a treia și prima quartilă se numeste amplitudine quartilică și este o măsura a dispersiei. 
Amplitudinea quartilică se poate ajusta prin raportarea la medie pentru imbunătățirea comparabilității. 